# هووزدنیتسه (ناحیه پراگ-غرب)
هووزدنیتسه (به چکی: Hvozdnice) یک منطقهٔ مسکونی در جمهوری چک است که در ناحیه پراگ-غرب واقع شده‌است. هووزدنیتسه ۴٫۷۱ کیلومتر مربع مساحت و ۴۳۱ نفر جمعیت دارد و ۳۴۵ متر بالاتر از سطح دریا واقع شده‌است.